# La, la, la
"La, la, la" foi a canção vencedora do Festival Eurovisão da Canção 1968, interpretada em castelhano por Massiel, em representação da Espanha que desta forma conseguiu a sua primeira vitória na competição.
Foi a décima-quinta canção a ser interpretada na noite do festival, a seguir à canção Chance of a Lifetime interpretada por Pat McGeegan e antes da canção alemã "Ein Hoch der Liebe" cantada por Wencke Myhre. Terminou a competição em primeiro lugar, tendo recebido 29 pontos. Massiel foi acompanhada pelo Trío La, la, la constituído por María Jesús Aguirre, María Dolores Arenas, e Mercedes Valimaña Macaria.
No ano seguinte, 1969, a Espanha fez-se representar com a canção Vivo cantando, interpretada por Salomé.

## Autores
A canção foi composta por Ramón Arcusa e Manuel de la Calva, conhecidos também como os membros do  Dúo Dinámico. Foi orquestrada por Rafael Ibarbia.

## Letra
Liricamente, a canção é um número muito positivo e alegre. Massiel canta sobre coisas a que ela se sente agradecida, como a vida que lhe foi dada pela mãe e viajar por todo o mundo.

## Versões
Massiel gravou também esta canção noutras línguas:
- La, la, la (He gives me love) (inglês)
- La, la, la (francês)
- La, la, la (alemão)

Mais tarde a cantora italiana Mina fez uma versão desta canção, tal como a sueca Carola. A banda Saint Etienne gravou esta canção mo seu álbum A Song for Eurotrash de 1998. Contudo a versão que vendeu mais foi a versão cantada em castelhano pela fadista portuguesa Amália Rodrigues.

## Controvérsia
Esta canção foi uma das canções do Festival Eurovisão da Canção que mais controvérsia deu. Joan Manuel Serrat, o artista que tinha sido escolhido para interpretar a canção, esperava cantá-la em catalão. Contudo Franco não o permitiu isso – ao último minuto foi substituído pela Massiel. Foi só em 2004, quando Andorra participou pela primeira vez no Festival Eurovisão da Canção 2004 que se ouviria aquele idioma.
"La, la, la" bateu a canção favorita do Reino Unido "Congratulations" por apenas um ponto, e Bill Martin (escritor da canção britânica chamou à canção espanhola de "uma peça de lixo". Desde 1968 que "La, la, la" tem sido vista como alguns críticos como um exemplo do Festival Eurovisão da Canção no seu pior.
Massiel recusou receber o Laço de Isabel a Católica das mãos de Franco, o que lhe valeu um ano de veto nas televisão espanhola.
Um documentário mostrado na televisão espanhola,  em 2008 lançou mais achas para a fogueira ao afirmar que Franco tinha comprado votos para vencer a competição, tentando limpar a imagem do país. O realizador do documentário, o jornalista José María Íñigo disse que "Massiel ganhou a Eurovisão com votos comprados."
Massiel sentiu-se ofendida por aquelas acusações, insistindo que ela venceu porque a sua canção era melhor (algo discutível) e porque Franco não tinha sido capaz de comprar votos para o seu primeiro lugar. Ela considerou que aquelas acusações não eram mais do que uma competição entre canais espanhóis.